# Шаровая молния (роман)
«Шаровая молния» (англ. Thunderball) — восьмой роман Яна Флеминга о Джеймсе Бонде.

## Сюжет
По настоянию М Джеймс Бонд отправляется в санаторий «Лесной» поправить здоровье, где сталкивается с графом Липпе — подозрительным типом, у которого на руке есть татуировка китайской преступной группировки «Красная молния». Между ними возникает стычка, в результате которой Липпе попадает в больницу. Бонд и не подозревает, что этот незначительный, на первый взгляд, эпизод в конечном итоге сорвёт планы таинственной преступной организации СПЕКТР и её руководителя Эрнста Ставро Блофельда, который пытается шантажировать «западный мир демократии» и требует от правительства крупнейших держав заплатить ему 100 миллионов фунтов стерлингов, иначе он устроит серию взрывов атомных бомб.

## Экранизации

### Фильм 1965 года
Фильм «Шаровая молния» мог стать первым в бондиане, но стал четвёртым. Эта экранизация получила премию «Оскар» за лучшие визуальные эффекты и считается лучшей после фильма Голдфингер. Роль Бонда исполнил Шон Коннери.

### Фильм 1983 года
В 1983 году Макклори снял ещё одну экранизацию романа, не входящую в официальную Бондиану, — «Никогда не говори «никогда». К роли Бонда вернулся Шон Коннери, что стало для актёра последним появлением в образе этого персонажа.

## Персонажи
- Джеймс Бонд / Агент 007 — главный герой
- Эрнст Ставро Блофельд — второстепенный злодей
- Эмилио Ларго — главный злодей
- Феликс Лейтер — друг Бонда
- Домино Витали — девушка Бонда
- М — начальник Бонда
- Джузеппе Петачи — подручный
- Граф Липпе — подручный
- Патриция Фиаринг — девушка Бонда
- Мисс Манипенни — сотрудник Бонда, секретарша М

## Связь с кино
Выходу фильма предшествовала долгая судебная тяжба с Кевином Макклори, обвинившим Флеминга в использовании его идеи. В итоге фильм был спродюсирован самим Макклори и лишь «представлен» постоянными продюсерами, Зальцманом и Брокколи. Вышедший на экраны в 1965 году, фильм довольно верен первоисточнику. Из отличий следует отметить дополнительных персонажей — рыжеволосую злодейку Фиону Вольпе и помощницу Бонда Полу Каплан. Бонд использует различные гэджеты от Кью. Фамилия Домино (Витали) в фильме изменена на Дерваль. Кроме того, в фильме СПЕКТР заменяет пилота своим человеком, которому сделали пластическую операцию (таким образом, в фильме брат Домино не является негодяем), в то время как в книге пилота просто-напросто подкупают.
Во время знакомства с Бондом Домино рассказывает ему трогательную историю о своей первой любви — бравом морячке с упаковки сигарет «Плейерс». При внимательном просмотре фильма «Умри, но не сейчас» (2002 г.) в сцене с Кью в подземке на стене можно заметить рекламный плакат с этим самым морячком.

## Факты
Санаторий «Лесной» Ян Флеминг поместил в реально существующую деревню Вашингтон, расположенную в Западном Суссексе.